# مقاطعة نياغرا (نيويورك)

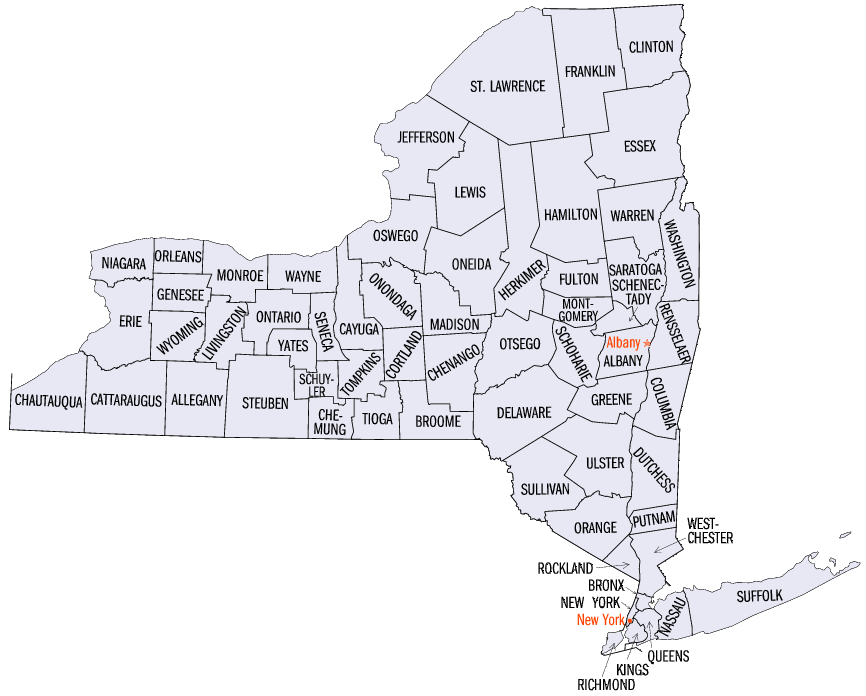
خارطة مقاطعات ولاية نيويورك

مقاطعة نياغرا (بالإنجليزية: Niagara County)‏ هي إحدى المقاطعات في ولاية نيويورك في الولايات المتحدة الأمريكية. واعتبارًا من تعداد عام 2020، بلغ عدد السكان فيها 212.666 نسمة. مقر المقاطعة هو لوكبورت. واسم المقاطعة مشتق من كلمة أونجوياهرا الإيراكوية؛ وتعني المضيق أو رعد المياه. والمقاطعة جزء من منطقة غرب نيويورك في الولاية.
مقاطعة نياجرا هي جزء من منطقة بوفالو-شلالات نياجارا الحضرية، وعبر الحدود بين كندا والولايات المتحدة تقع مقاطعة أونتاريو.
وهي موقع شلالات نياجارا وفورت نياجارا، ولديها العديد من المتنزهات ومجتمعات الترفيه على شاطئ البحيرة. في صيف عام 2008، احتفلت مقاطعة نياغرا بعيد ميلادها المئوي الثاني مع أول مستوطنة للمقاطعة، شلالات نياجارا.